# Левый марш (стихотворение)
«Левый марш (Матросам)» — стихотворение Владимира Маяковского, написанное в 1918 году и впервые опубликованное в 1919-м.
«Левый марш» стал одним из самых известных стихотворений Маяковского и, хотя официальное отношение к нему было различным в разные периоды истории России, пользовался исключительной популярностью, переводился на иностранные языки и, положенный на музыку Хансом Эйслером, превратился в популярную песню. На протяжении нескольких десятилетий стихотворение входило в советскую школьную программу.

## История создания
Стихотворение было написано Владимиром Маяковским в декабре 1918 года. «Мне позвонили, — вспоминал поэт, — из бывшего гвардейского экипажа и потребовали, чтобы я приехал читать стихотворения, и вот я на извозчике написал „Левый марш“. Конечно, я раньше заготовил отдельные строфы, а тут только объединил адресованные к матросам». Содержание стихотворения определила внешнеполитическая обстановка: оно было написано на фоне иностранной интервенции. «Левый марш», впервые прочитанный перед матросами 17 декабря 1918 года, оказался созвучен настроениям, и в том же декабре Маяковский с неизменным успехом читал его в различных клубах и на заводах пролетарских районов Петрограда.
Маяковский стал родоначальником маршевой формы стиха; как пишет Александр Квятковский, этот лироэпический жанр соответствовал агитационно-ораторской установке его поэзии, именно в такой, декламационной форме, в отличие, например, от более ранней «Варшавянки» Г. Кржижановского, рассчитанной на песенное исполнение. Стихотворение не было первым обращением Маяковского к жанру марша: ещё 15 марта 1918 года в московской «Газете футуристов» было опубликовано его стихотворение «Наш марш», которое Давид Бурлюк перепечатал под заглавием «Марш футуристов». И в дальнейшем Маяковский написал целый ряд стихотворений в этом жанре.
12 января 1919 года «Левый марш» был впервые опубликован в петроградской еженедельной газете «Искусство коммуны» (№ 6). Этот текст специалисты считают окончательным: он был воспроизведён в сборниках «Все сочиненное», «13 лет работы» (т. I), «Стихи о революции» и других прижизненных изданиях. В сборниках  «Для голоса» и «Избранное из избранного» стихотворение было опубликовано с вариантом строки 9: «Клячу истории загоним» (вместо «Клячу историю загоним»).

## Художественные особенности
Эй, синеблузые!

Рейте!

За океаны!

Или

у броненосцев на рейде

ступлены острые кили?!

Пусть,

оскалясь короной,

вздымает британский лев вой.

Коммуне не быть покоренной.

Левой!

Левой!

Левой!
Как отмечал Михаил Гаспаров, в русской поэзии начало XX века было временем радикального обновления системы поэтических средств. С одной стороны, поэзия перестала ориентироваться на прозу и даже противопоставила себя ей: «Вместо унифицирующей простоты, поэзия стремится к дифференцирующей сложности, вместо мнимой естественности формы — к сознательной необычности». С другой стороны, поэзия овладевала чисто тоническим стихосложением — акцентным стихом, допускающим любые интервалы между ударными слогами, но рифмованным, в отличие от верлибра. Акцентный стих позволял лучше передавать «естественные» интонации и ритмы, свойственные прозаической речи.
Обе эти особенности присущи творчеству Вл. Маяковского, в том числе и «Левому маршу» — стихотворению, написанному акцентным стихом с перекрёстной рифмой. Как и в большей части произведений поэта, размер здесь меняется от строфы к строфе. Александр Квятковский характеризовал «Левый марш» как тактовик, выдержанный в нормах четырёхкратных четырёхдольников.
Маяковский в «Левом марше» широко использует возможности дифференцированного ритма акцентного стиха, постоянно меняя ритмический рисунок. Стихотворению в целом ритм задаёт строевая команда, повторяющаяся в конце каждой строфы: «Левой! Левой! Левой!». Ритмическая структура марша, пишет Наталия Азарова, «воплощает апологию динамики, данной в оппозиции к статике». Лирический герой обращается к солдатам и матросам, призывая их перейти от разговоров к действию; призыв претворяется в лозунги: «Коммуне не быть покорённой», «России не быть под Антантой», — в каждой строфе есть свои кульминационные или артикуляционные стихи, которые выделяются сменой ритма. Динамизм звучания в «Левомом марше» достигается выбором коротких слов (или их сокращением, например «орлий» вместо «орлиный») и форм с императивной семантикой: «рейте» «пусть» «не быть» и т. д..
Можно отметить и характерное для футуризма ограниченное использование эпитетов, вообще обусловленное стратегией антиэстетизма; но в данном случае оно способствует и динамизации стиха. При этом образ «левого» у Маяковского оппонирует традиционному представлению о «правом» как единственно правильном, противостоит исчерпавшему себя, по мнению поэта, «закону, данному Адамом и Евой». Маяковский в то же время стремился оторвать политический смысл понятия «левый» от его традиционной семантики: «…Переосмысление семантики правого и левого, — считает Н. Азарова, — является сюжетообразующим началом».
Обычным и для Маяковского, и для его литературной эпохи в целом является использование в «Левом марше» нетрадиционных рифм, включая неологизмы («леевой») и составные рифмы («лев вой» — «левой»).
В начале XX века поиски новых ритмических средств заставили поэтов обратить внимание и на графическое оформление стихотворных текстов; разбивка стиха на короткие отрезки позволяла точнее выразить для читателя все детали интонации. Эта практика особенно распространилась среди футуристов, с их склонностью к отрывистым интонациям. В «Левом марше» раздробленные части ещё располагаются «столбиком», так называемая «лесенка» появится у Маяковского в 1923 году.

## Дальнейшая судьба
«Левый марш» быстро приобрёл популярность, Маяковский читал его — нередко и на «бис» — всюду, где бывал: сначала в разных городах страны, а затем и в своих зарубежных поездках. Лиле Брик в феврале 1926 года он писал: «Я живу весело: чуть что — читаю „Левый марш“ и безошибочно отвечаю на вопросы, что такое футуризм…». Михаил Булгаков в 1923 году описывал митинг, состоявшийся в Москве, на Советской площади, в связи с убийством Вацлава Воровского и ультиматумом Керзона: «А напротив, на балкончике под обелиском Свободы, Маяковский, раскрыв свой чудовищный квадратный рот, бухал над толпой надтреснутым басом: …британский лев вой… Ле-вой! Ле-вой! — Ле-вой! — отвечала ему толпа. Из Столешникова выкатывалась новая лента, загибала к обелиску. Толпа звала Маяковского».
Во второй половине 1920-х годов Маяковский постоянно читал «Левый марш» за рубежом, что влекло за собой переводы на иностранные языки. Но, отвечая на вопрос, что он предпочитает, театр или кинематограф, Маяковский писал: «Киноработа мне нравится главным образом тем, что её не надо переводить. Я намучился, десятый год объясняя иностранцам красоты „Левого марша“, а у них слово „левый“ в применении к искусству, даже если его перевести, ничего не значит».
«Левый марш» стал одним из самых известных стихотворений Маяковского; Николай Асеев и Семён Кирсанов опирались на его поэтику в своих стихотворных маршах. Он переводился и на языки народов СССР: в стихотворении «Казань», написанном в 1928 году, Маяковский рассказывал, как поэт-татарин читал ему «Левый марш» на татарском языке, мариец — на марийском, чуваш — на чувашском. Г. Кара-Мурза отмечал значительное влияние Маяковского и на китайскую революционную поэзию: «В ряде стихотворений чувствуются отголоски „Левого марша“…» У Эдуарда Лимонова в рассказе «Первый панк» (время действия — 1978 год) Джон Эшбери в нью-йоркском панк-клубе читает свой перевод «Левого марша» — и, как некогда сам Маяковский, вызывает неистовый восторг у публики.
Официальное отношение к творчеству Маяковского вообще и к его «Левому маршу» в частности было различным в разные времена. В 1934 году Литературная энциклопедия, отметив, что в стихотворении отразились мелкобуржуазные представления широких народных масс, писала: «В стихах и поэмах типа „150 000 000“, „Левый марш“ выражена абстрактная восторженность поэта взвихренным шквалом революции, перебрасывающим человека М<аяковского> в социалистический рай, но слабо отражены конкретные стороны этапа борьбы». Краткая литературная энциклопедия в 1967 году лишь констатировала: «…Он впервые прочел в Матросском театре свой „Левый марш (Матросам)“, передавший чеканную поступь революции». Позитивное отношение к Маяковскому как к революционному поэту на долгие годы обеспечило «Левому маршу» место в школьной программе.
Но изменилось отношение к революции, и автор статьи в Биографическом словаре, выходившем в 1990-е годы, уже не заметил, что стихотворение было посвящено актуальной теме — гражданской войне и борьбе с Антантой: «… Стихотворение „Левый марш“ (нояб. 1918) отмечено утверждением конкретно-социальной образности в воплощении темы будущего („Ваше слово, товарищ маузер“). Теория классовой борьбы естественно сузила круг людей, достойных светлого будущего».

### Музыкальные адаптации
В 1957 году Ханс Эйслер положил на музыку «Левый марш», переведённый на немецкий язык Хуго Хуппертом, для спектакля по пьесе В. Билль-Белоцерковского «Шторм», главную роль в котором, Председателя укома, исполнял актёр и певец Эрнст Буш. Песни в этом спектакле призваны были придать исторический масштаб тяжёлым военным будням уездного города; их было несколько, но именно «Левый марш» (Linker Marsch), впервые прозвучавший на сцене Немецкого театра, благодаря Бушу получил широкую известность.
В 2015 году Адольф Шапиро поставил в МХТ имени А. Чехова инсценировку знаменитого романа Клауса Манна «Мефистофель», наполнив спектакль немецкими песнями на немецком языке; исполнителю главной роли Алексею Кравченко, несмотря на явный анахронизм, приходилось петь и «Левый марш» Эйслера — как музыкальный символ увлечения социалистическими идеями.
Первую строфу «Левого марша» Георгий Свиридов включил в свою «Патетическую ораторию», написанную в 1958—1959 годах.